# DKW
DKW (Dampf-Kraft-Wagen, « véhicules mus par la vapeur ») est un ancien constructeur allemand d'automobiles et de motocyclettes fondée en 1917 par Jörgen Skafte Rasmussen, danois d'origine. Les usines étaient à Zwickau et le siège social à Zschopau, en Saxe.
Fusionné dans Auto Union, DKW a produit des motos jusqu'en 1958 et des automobiles jusqu'en 1968.

## Histoire
En 1904, l'ingénieur danois Jörgen Skafte Rasmussen et son associé Carl Ernst ont créé une entreprise de distribution de machines à vapeur et appareils à Chemnitz en Saxe. Deux ans plus tard, le siège a été transféré dans une ancienne draperie à Zschopau.
Durant la Première Guerre mondiale, Rasmussen a poursuivi le développement d'un véhicule à vapeur ; de ce Dampf-Kraft-Wagen, toutefois, il ne restait que l'abrévation de DKW. L'histoire de celui-ci commence en 1917, avec la création d'une entreprise de mécanique qui produit un petit moteur de 18 cm3 pour jouets sous le nom Des Knaben Wunsch (« Le désir du garçon »).
Ce petit moteur à deux temps a encore été amélioré et il sera porté, par la suite, à 118 cm3. Après la guerre, il sera monté comme moteur auxiliaire de bicyclette, rapidement popularisé sous le slogan Das Kleine Wunder (« La petite merveille »). En 1921, DKW  amorça également la distribution de scooters (Golem).

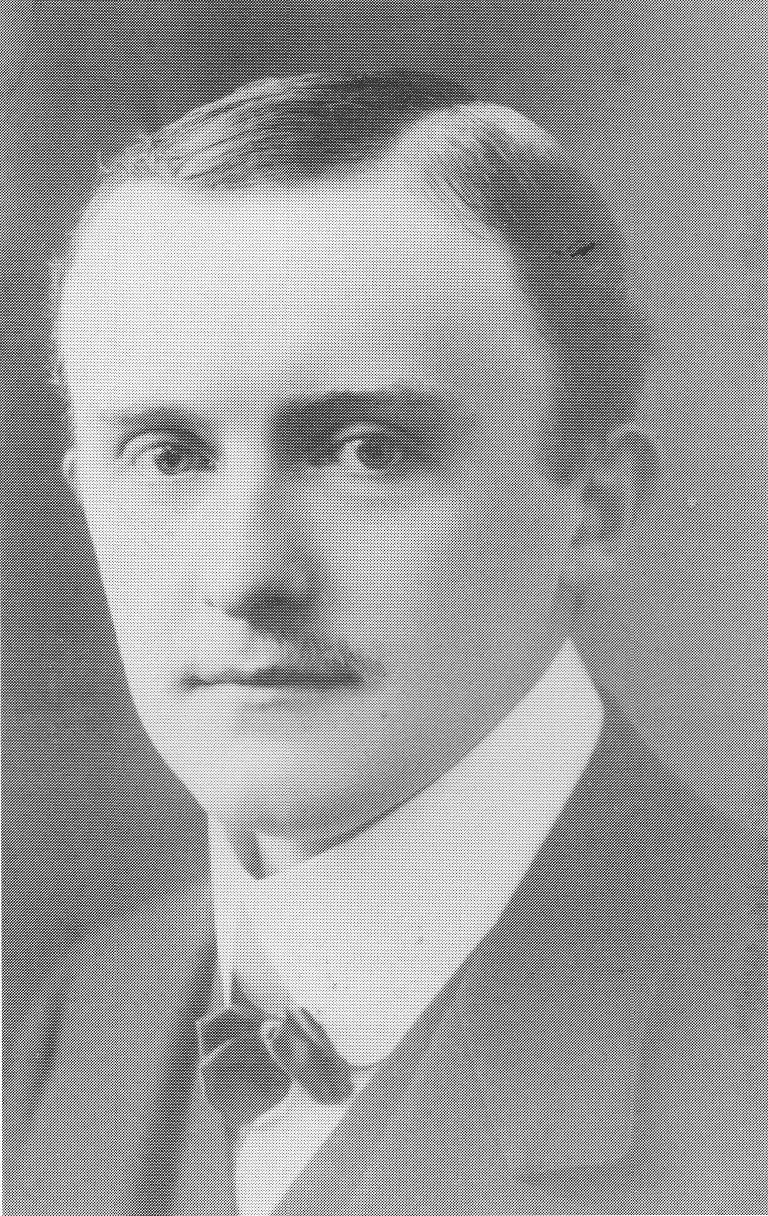
Le danois Jörgen Skafte Rasmussen fondateur de la marque.
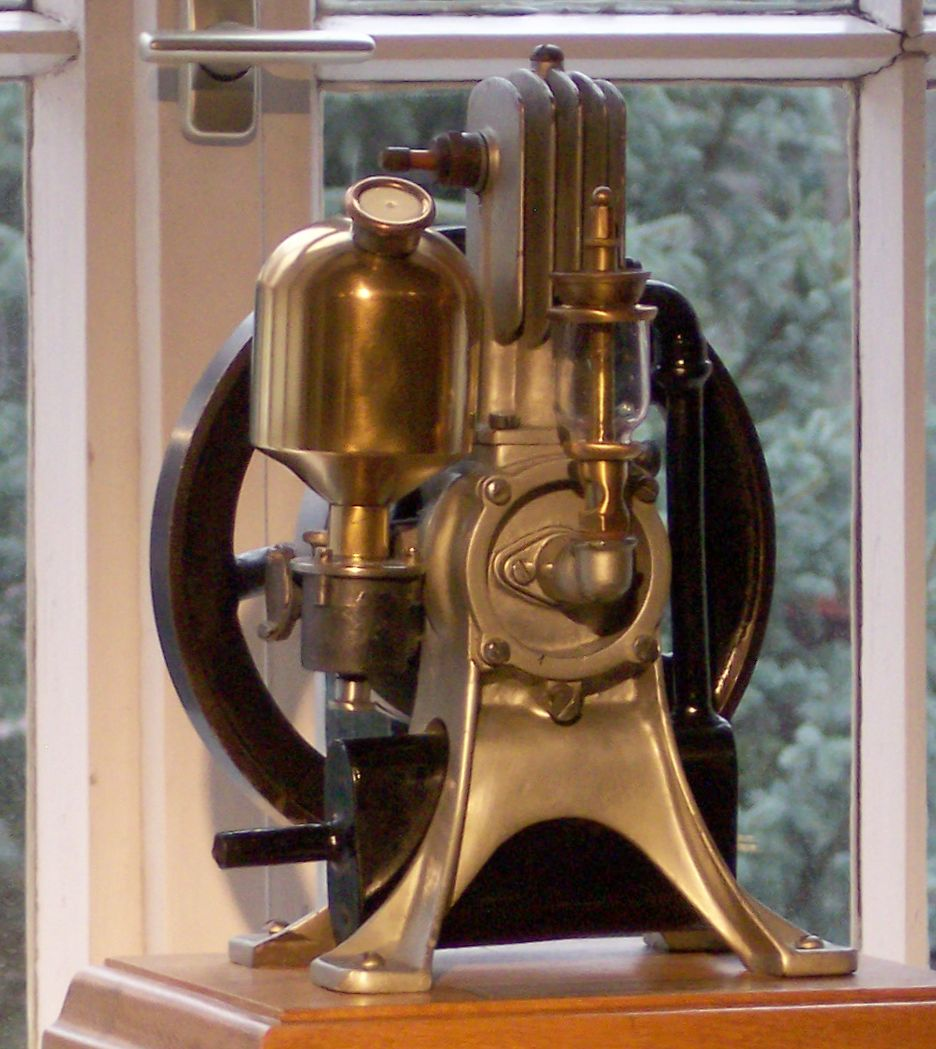
Moteur de jouet DKW (1919).

### Motos

Logo IFA-DKW sur les motos jusqu'en 1951.

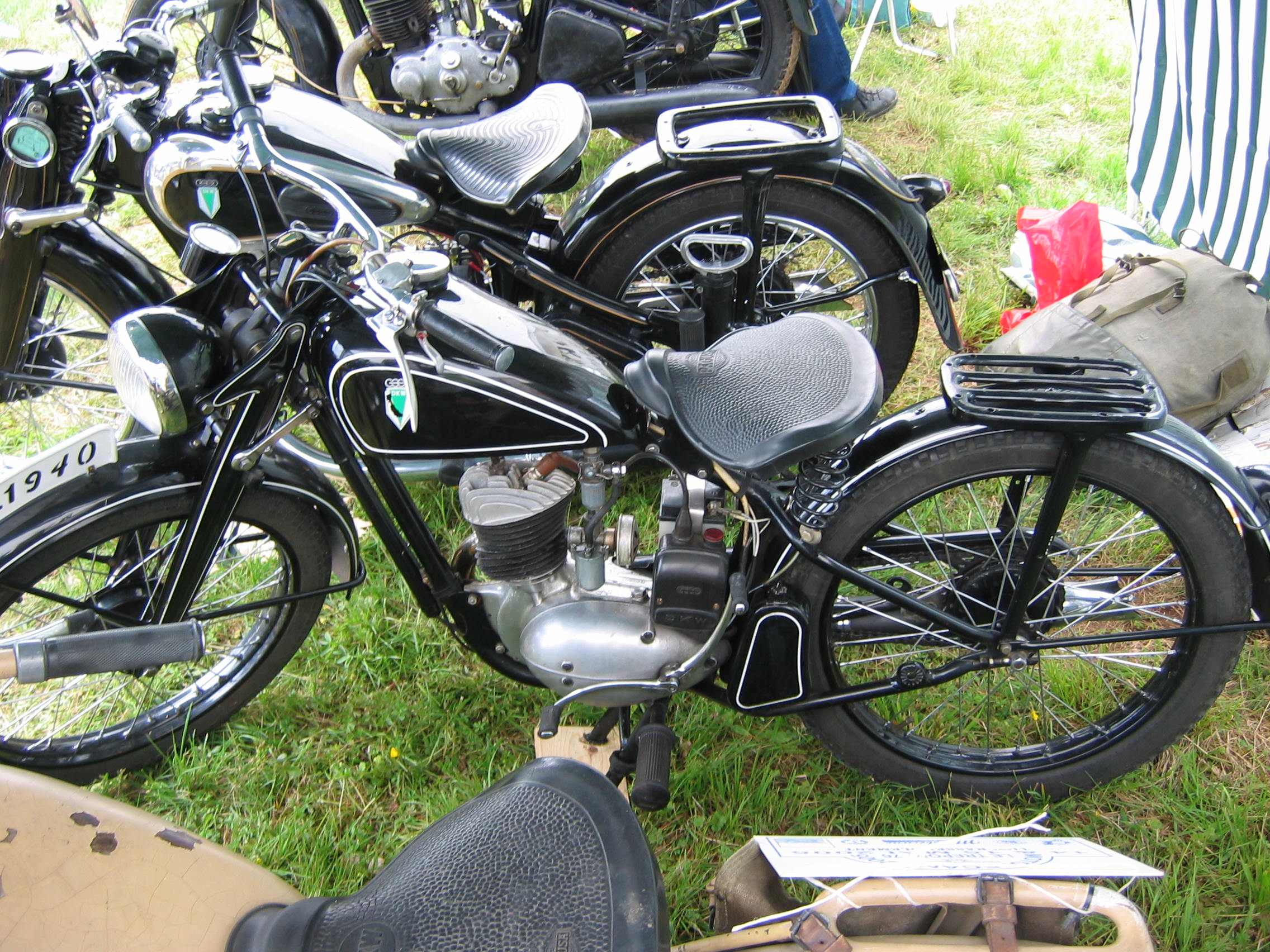
Une DKW-Auto Union RT 125 de 1940.

DKW fut un grand constructeur de motos. La production d'un véhicule complet commence en 1922, avec un modèle à 142 cm3, avec variateur de vitesse en option.
En France, la société SIC adapte le moteur auxiliaire à ses bicyclettes, puis commercialise des motos complètes avec le 142 cm3.
Dès 1925, DKW utilise des moteurs à compresseur.
En 1929, une 500 cm3 à refroidissement liquide est commercialisée (100 km/h, 14 ch, boîte à trois rapports). Il faut attendre 1930 pour voir apparaître le moteur monobloc, incluant une transmission finale performante, qui existera aussi en version 600 cm3.
DKW fera d'importants travaux dans le fonctionnement du moteur à deux temps qui équipe tous ses véhicules, mais les brevets seront déposés par un certain Adolf Schnürle. Il tenta d'équiper une moto de course avec un moteur deux-temps à pistons opposés de 250 cm3, à carburateur Zoller. Il en restait encore quelques exemplaires après la guerre : les DKW GS250. Le pilote Kurt Kuhnke, qui en avait récupéré un, courut sous sa propre bannière (ses débuts de sportif datent de 1950) ce qu'on appelait alors une KS1. Son moteur chauffait beaucoup, ce dont Kuhnke s'aperçut dès sa première course. La puissance du moteur de 250 cm3 était d'environ 45 CV à 7 000 tr/min.
L'adhésion de l’Allemagne à la Fédération Internationale de Motocyclisme (FIM) sonna le glas de la carrière sportive du moteur DKW : après la guerre, la FIM interdit les moteurs à compresseur dans les compétitions.
Les modèles postérieurs à la fusion dans Auto Union (1932) portaient les deux sigles DKW et Auto Union. Certains modèles commercialisés par DKW seront, en fait, des Schüttof, à moteurs quatre-temps.
Pendant la Seconde Guerre mondiale, de nombreux modèles sont utilisés par l'armée allemande (NZ 350, RT 125…). À cette époque, DKW est, de loin, le premier constructeur allemand de motos. La DKW 125 RT est une machine performante et légère, capable de performances équivalentes à des modèles concurrents de plus forte cylindrée grâce au système de balayage Schnürle qui augmente le rendement du moteur.
En 1938, le gouvernement nazi interdit à DKW de commercer avec les Pays-Bas car l'importateur néerlandais, la firme Stokvis, a des dirigeants juifs. Les frères Stokvis font alors réaliser une copie de la moto par la firme anglaise Royal Enfield, la cylindrée est toutefois supérieure pour compenser le moindre rendement du moteur, qui n'utilise pas les procédés brevetés.
À la fin de la guerre, l'usine de Zschopau se retrouve en RDA, où elle devient IFA, puis MZ. À l'Ouest, la production reprend en 1949. Après la guerre, la DKW RT 125, conçue par Hermann Weber en 1939 et dont les plans ont été saisis par les alliés, servira de modèle à plusieurs motos dont la Bantam de BSA (1948), la Hummer (en) d'Harley-Davidson (1947), la M-1A Moskva russe (1946), et la première Yamaha, la 125 YA-1 (1955).
DKW produit en grande série un scooter, le motor roller Hobby qui utilise un démarreur "lanceur" manuel à corde et poignée, comme les moteurs hors bord de bateau.
Fiable et apprécié des clients, il sera le troisième scooter le plus vendu en Europe, derrière les Vespa et Lambretta. Il sera produit en France sous licence par la firme d'armement Manurhin.
L'interdiction de la suralimentation en compétition moto en 1946 éloigne DKW de la course.
En 1958, DKW arrête sa production, et fusionne dans la Zweirad Union.

### Automobiles

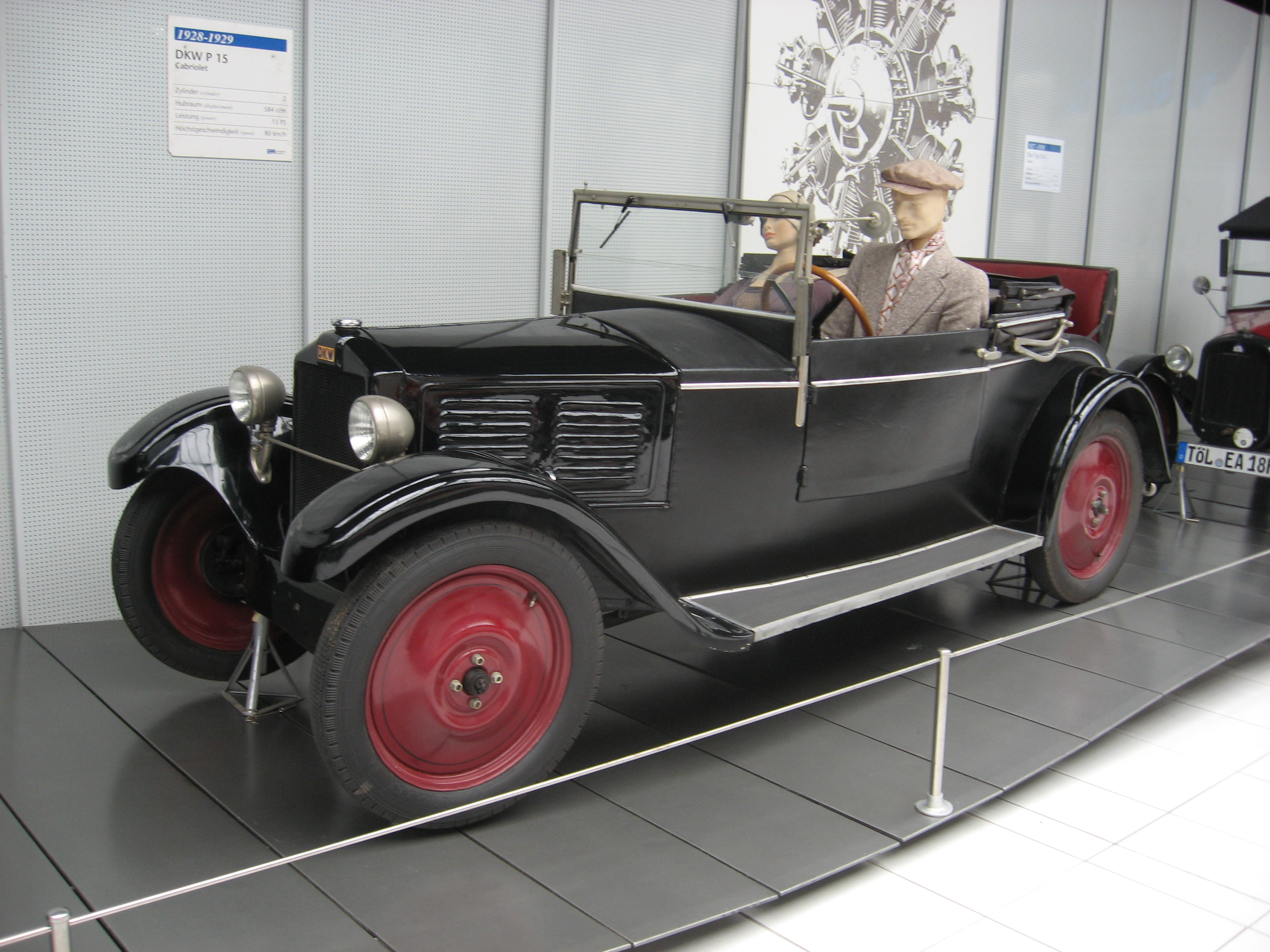
DKW P 15 cabriolet (1928–1929).

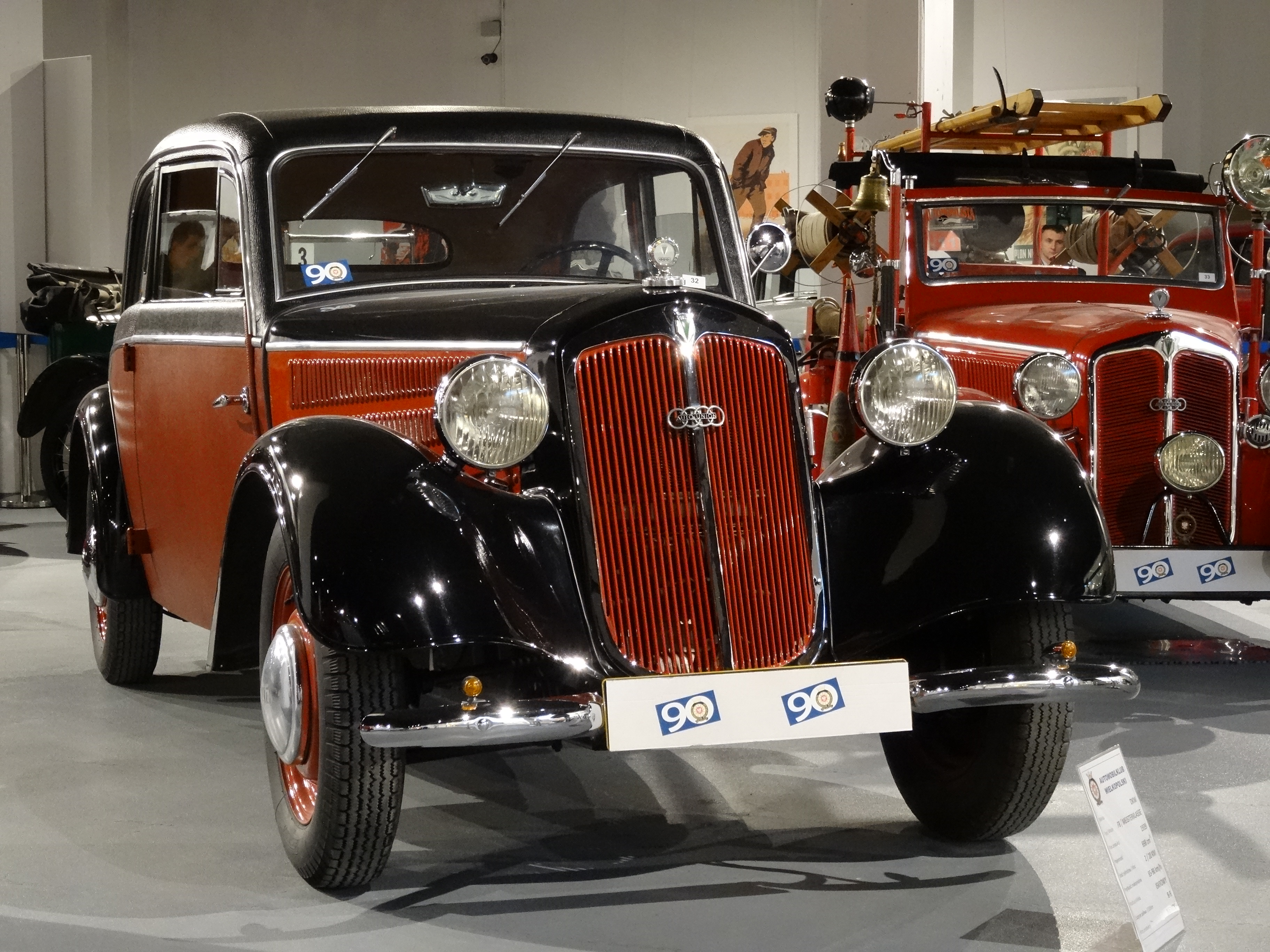
DKW F8 Meisterklasse (1939–1942).

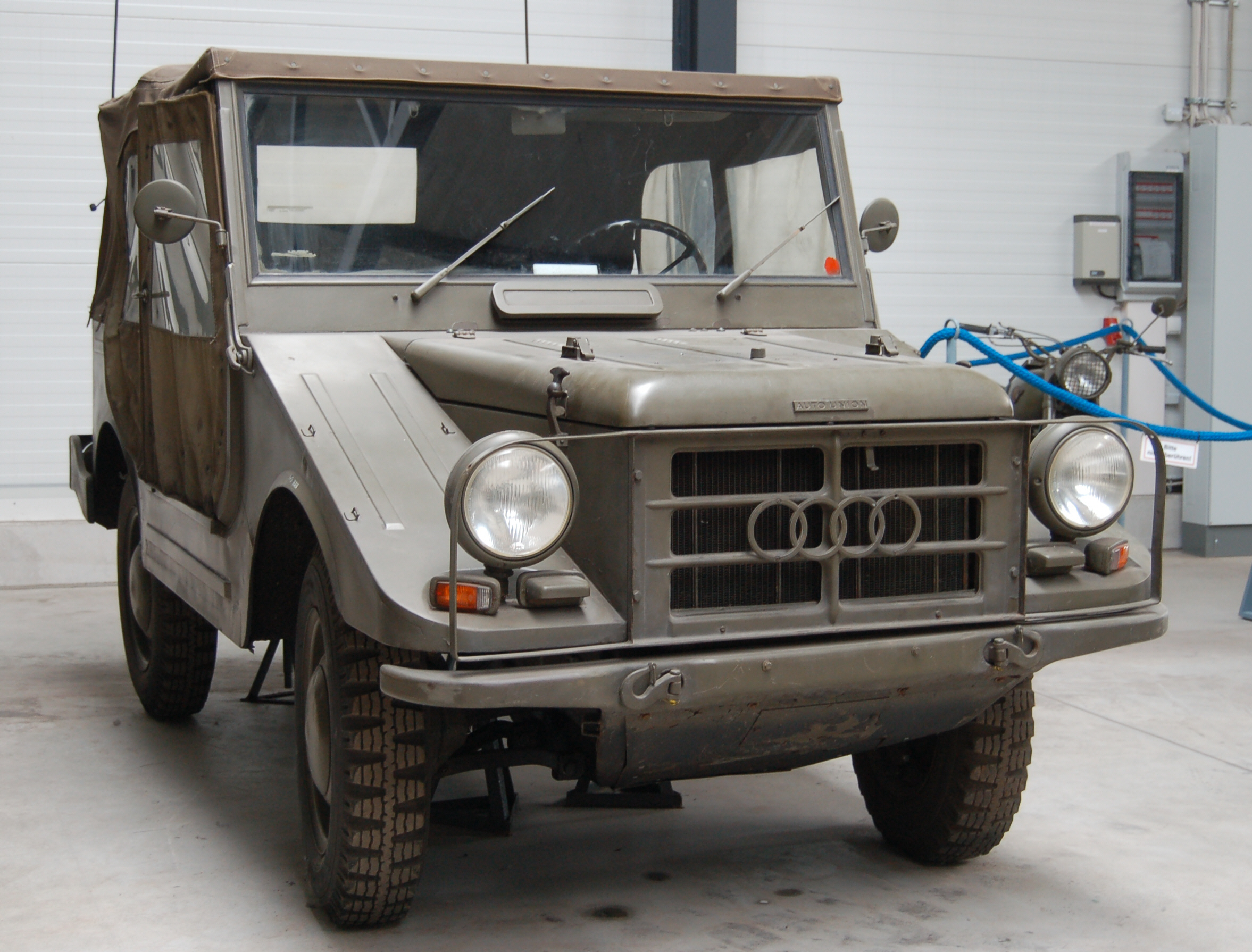
DKW Munga (1956–1968).

En septembre 1924, DKW achète Slaby-Beringer (de). Rudolf Slaby devient ingénieur en chef chez DKW.
Son modèle phare fut la DKW type P, produite de 1928 à 1929. Cette citadine polyvalente était livrable en deux versions : un roadster et un cabriolet deux places. Elle était équipée à l'origine d'un deux-cylindres deux-temps d'une cylindrée de 600 cm3 dont la conception remontait à 1921, produit par l'usine de motos de Zschopau. Déjà en 1929, elle fut remplacée par la DKW 4=8 équipée d'un quatre-cylindres deux-temps qui a été produite jusqu'en 1940. Elle connut, par la suite, de nombreuses versions et de nombreuses motorisations (V 800 / V 1000 / Sonderklasse / Schwebeklasse).
Sous l'impulsion de Jörgen Skafte Rasmussen, DKW réintroduisait le concept d'un bicylindre à deux temps entre avec la présentation de la DKW F1 au salon de Berlin en février 1931. Ce modèle, fabriqué dans les usines de Zwickau, fut l'une des premières automobiles à bénéficier de la traction avant (en allemand : Frontantrieb) de série.
Comme la 4=6, un moteur très particulier, le Pfaffrath, fut appelé 3=6 (F 93/94) dans les catalogues de l’après-guerre, car, pour DKW, la puissance développée par un trois-cylindres deux-temps était identique à celle d’un six-cylindres quatre-temps... Assurément, cet argument d'ordre commercial ne tient pas devant une étude technique un tant soit peu poussée. Ce qui est vrai, en revanche, c'est que trois explosions par tour de vilebrequin conféraient à ce moteur une souplesse proche de celle d'un six-cylindres quatre-temps de puissance équivalente. C'est sans doute ce que le constructeur voulait mettre en avant.
Le moteur Pfaffrath 3-cylindres fut proposé dans les cylindrées et puissances suivantes :
- 780 cm3 (alésage/course 60 × 68) développant 20 ch à 3 200 tr/min ;
- 980 cm3 (alésage/course 68 × 68) développant 25 ch à 3 500 tr/min ;
- 1 054 cm3 (alésage/course 70 × 68,5) développant 32 ch à 3 800 tr/min (à partir de 1935).

Malgré certains aspects remarquables (puissance, légèreté, facilité d'entretien…), il offrait plusieurs inconvénients : le bruit du deux-temps au ralenti, les fumées d'échappement grasses dues à la lubrification par le mélange essence-huile, des reprises parfois génératrices d'à-coups et surtout une consommation d'essence jugée excessive. Au point que DKW signifiait souvent, dans l'esprit du public : « Der Kunde weint. » (« Le client pleure. »). Toutefois, les enthousiastes de la marque, qui mettaient en avant la légèreté, le brio et la robustesse du moteur, préféraient décliner l'acronyme d'une façon plus flatteuse: Das Kleine Wunder (la petite merveille).
Au début des années 1930, alors que Daimler-Benz (constructeur des Mercedes) affiche une santé florissante, les petits constructeurs allemands souffrent gravement de la crise.
Jörgen Skafte Rasmussen a alors l'idée, en 1932, de fédérer quatre marques automobiles allemandes sous le sigle Auto Union AG.
Ce consortium de quatre marques regroupe alors Audi, Horch et Wanderer avec DKW. Toutes ces marques utilisaient le logo des quatre anneaux signifiant les quatre marques.
Auto Union est ensuite reprise successivement par Daimler-Benz en 1957, puis par Volkswagen en 1964.

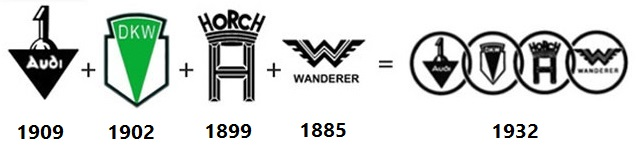
1932 à 1949.
1949 à 1969.

La dernière voiture DKW construite en Allemagne était la F102, à moteur deux temps, produite jusqu'en 1966. La F103 à quatre temps, qui lui succède, a été commercialisée sous la marque Audi, autre marque du groupe Auto Union.
Les voitures portant le sigle DKW ont continué à être construites sous licence au Brésil et en Argentine jusqu'en 1967 et 1969 respectivement.

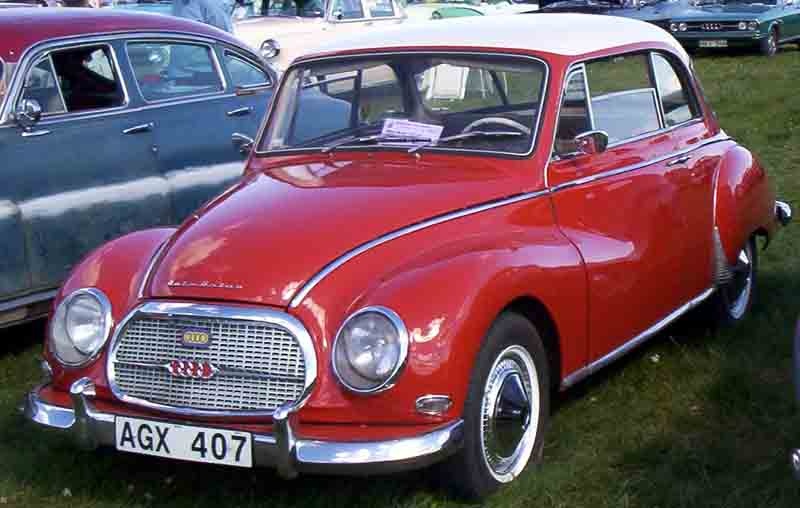
DKW 1000 coupé (1959).
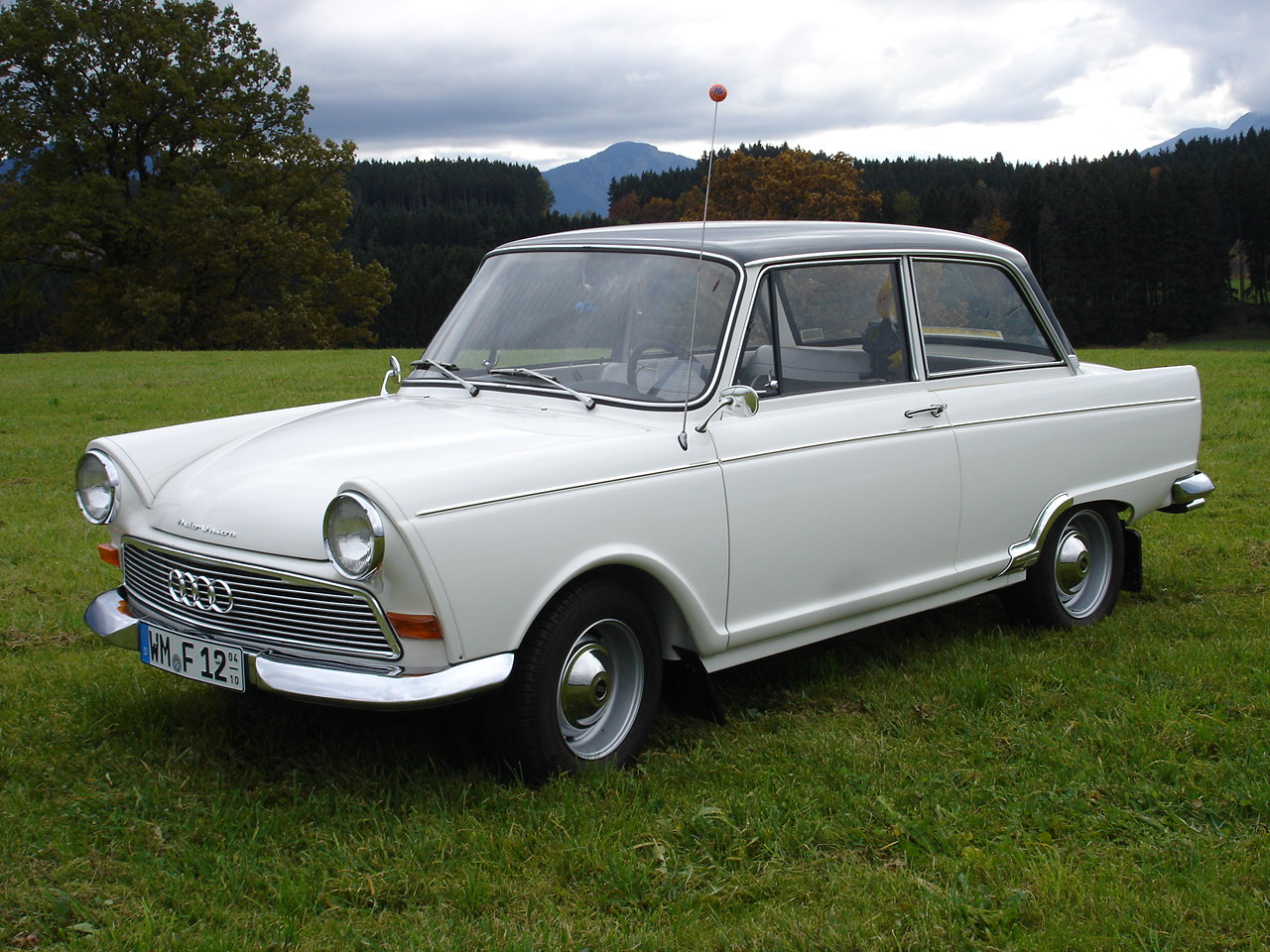
DKW Junior F12 (1963-1965).
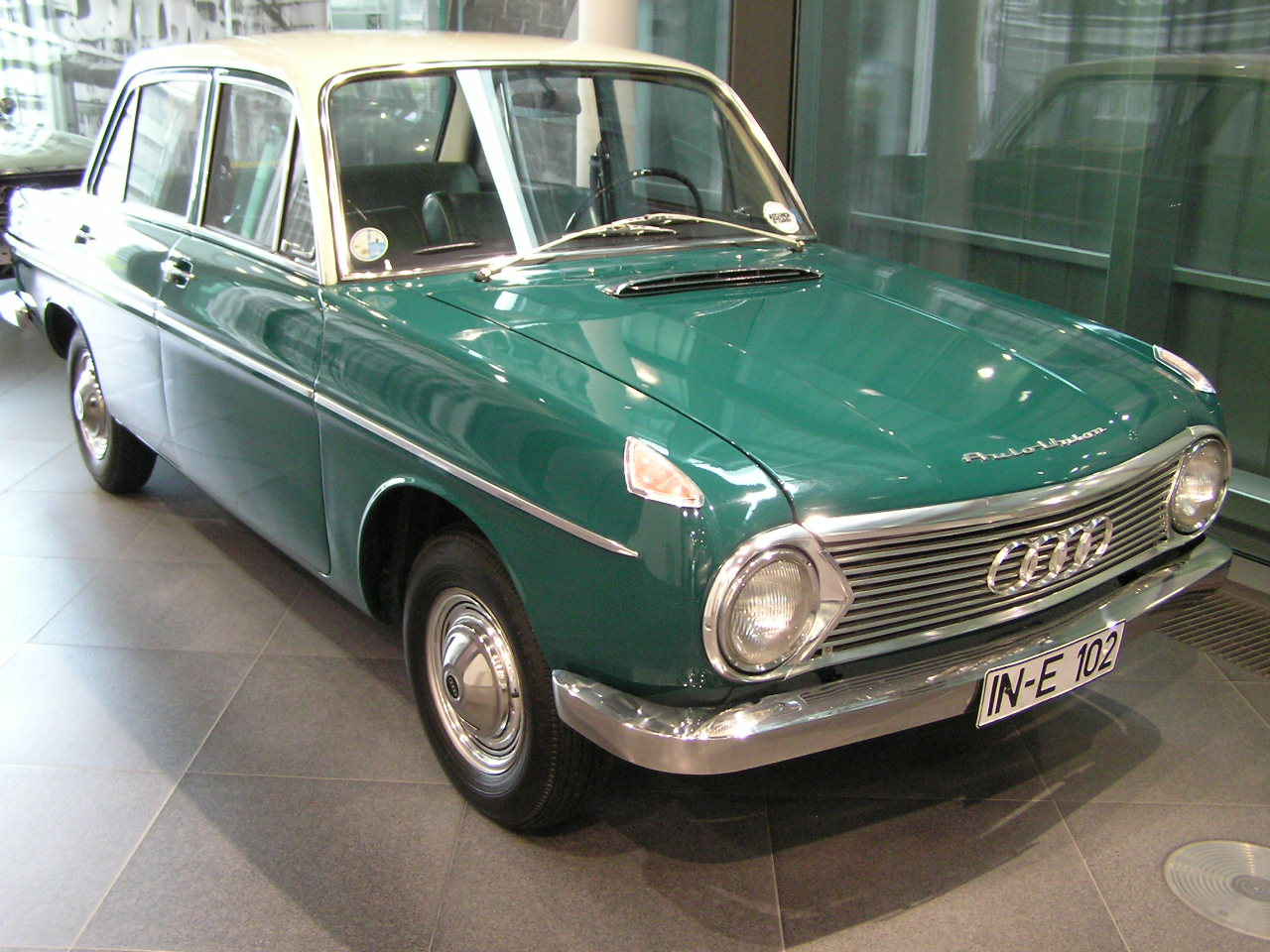
DKW F102 (1963-1966).

En France, le premier importateur fut André Jullien sous la raison sociale France Union Automobile à partir des années 1950. En 1960, Mercedes rachète Auto Union et, fait rare, nommera deux importateurs, France Union Automobile pour la France hors Paris et hors région parisienne et Charles Delecroix, l'importateur Mercedes pour Paris et la région parisienne.

## Logo

Évolution du logo